# Lời gọi hệ thống
Trong máy tính, một lời gọi hệ thống (System call) là việc một chương trình máy tính yêu cầu một dịch vụ từ nhân của hệ điều hành mà nó được thực thi. Điều này có thể bao gồm các dịch vụ liên quan đến phần cứng (ví dụ: truy cập ổ đĩa cứng), tạo và thực thi các tiến trình mới, giao tiếp với các dịch vụ nhân tích hợp như lập lịch xử lý. Các lời gọi hệ thống cung cấp một giao diện quan trọng giữa một tiến trình và hệ điều hành.
Trong hầu hết các hệ thống, các lời gọi hệ thống chỉ có thể được thực hiện từ các tiến trình không gian người dùng, trong khi ở một số hệ thống, chẳng hạn OS/360 và về sau, mã hệ thống đặc quyền cũng phát sinh các lời gọi hệ thống.
System call cung cấp các dịch vụ của hệ điều hành tới chương trình phía người dùng thông qua Application Program Interface (API). Nó cung cấp một giao diện giữa một process và hệ điều hành để cho phép các tiến trình ở mức độ người dùng truy vấn các dịch vụ của hệ điều hành. Hầu hết tất cả các chương trình mà cần tài nguyên cần phải sử dụng system call.
Các dịch vụ của lời gọi hệ thống:
- Tạo và quản lý process
- Quản lý bộ nhớ chính
- Truy cập file, thư mục và quản lý hệ thống file
- Xử lý thiết bị nhập xuất (I/O)
- Protection
- Networking